# 狹穗姬
狹穗姬（さほひめ，?—前24年），日本第11代天皇垂仁天皇的皇后，因兄长狹穗彦的叛乱而自尽。《日本书纪》記載成狹穗姬命，《古事记》則記成沙波遲比賣命。

## 出身
父亲是彦坐王，而她异母弟的女儿日叶酢媛命是垂仁天皇的第二位皇后。

## 事迹
《古事记》是这样记载的：

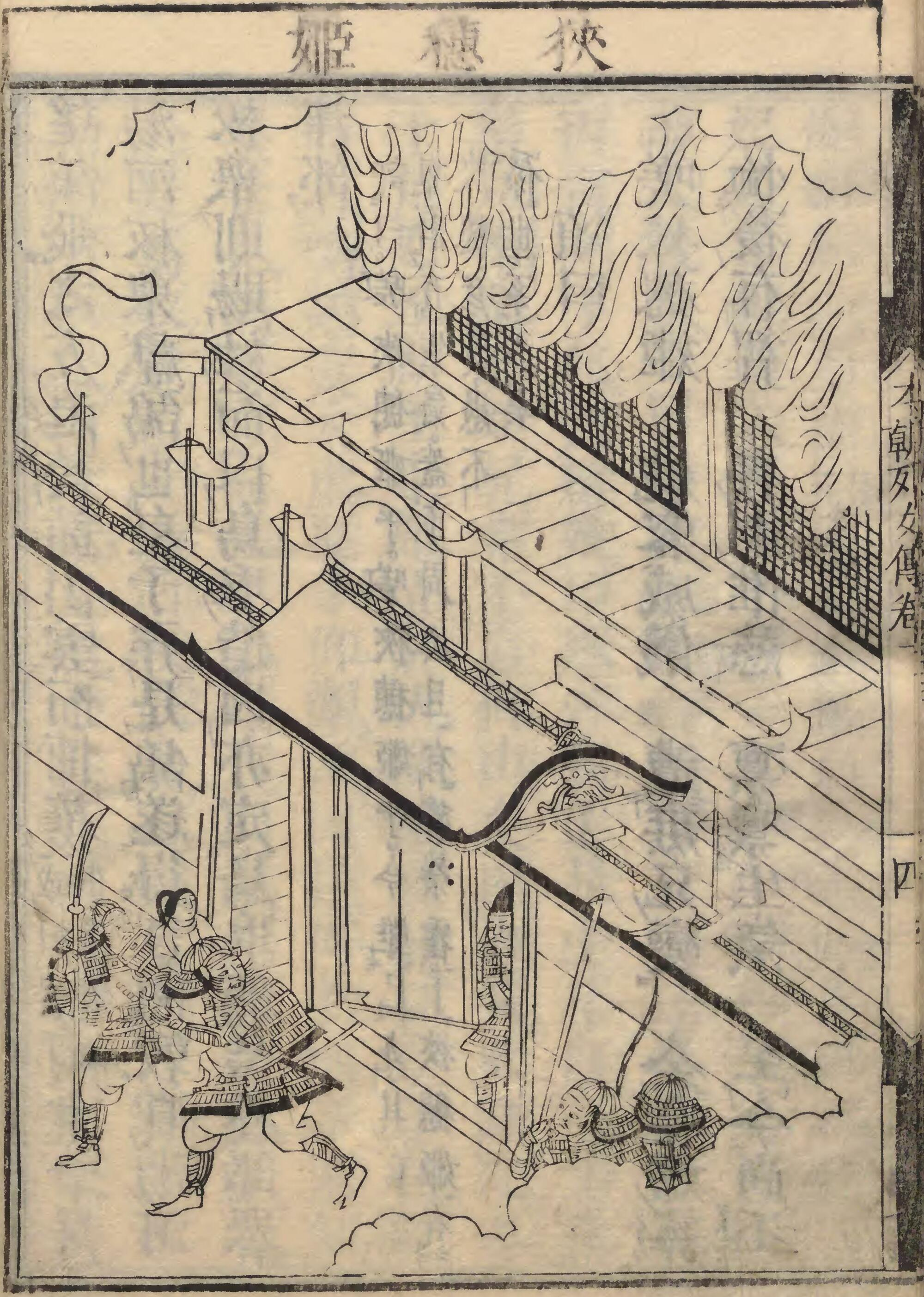
狹穗姬於其兄狹穗彦發起的叛亂中身亡

狭穂姫命做了垂仁天皇的妻，备受宠爱，已经怀孕。她的兄长狭穗彦意谋大逆，对她说：“你是爱你的丈夫呢，还是爱你的哥哥？”皇后答曰更爱兄长。于是狭穗彦交给她一柄刀，要她伺机暗杀天皇。
一天，垂仁天皇如常临幸，枕着皇后的膝盖入睡。她三次举刀，终因夫妻情深而不忍下手，暗暗哭泣。天皇做了奇怪的梦，梦见颈项被小蛇缠绕，醒来后询问皇后梦境的寓义。皇后说出了兄长的阴谋，之后投奔兄长所在的稻城，并生下了天皇的儿子。
狭穗彦据城顽抗，天皇下令火攻。天皇又不想伤害皇后，派遣身手敏捷的士兵，要去把皇后和皇子夺回来。皇后剃去长髮，用假发戴在头上，又用酒洒在衣服上令布料朽坏。士兵只抢到了皇子，伸手去抓住她的衣襟和头发时，皇后挣脱逃走。
皇后一心寻死，不肯从城中出来。天皇呼喊道：“你若去了，要这个孩子怎样取名呢？”皇后答：“他是在火中出生的，取名‘誉津別命’（《古事记》作 本牟智和气御子）吧。”天皇无可奈何，又喊道：“你若去了，我衣服上你亲手结下的腰带，还有谁能解开呢？（日本古代，男女相好，别离时互相结纽，以作盟誓）”皇后垂泪道：“丹波道主王（《古事记》作 旦波比古多多須美知能宇斯王），有两个很忠诚的女儿，您可以召她们到身边。”
最终，皇后和她的兄长被烧死在城中。天皇按她的遗愿，娶了她的侄女日叶酢媛命为皇后，并将誉津別命特别宠爱。